# Ballad om en gammal knarkare
Ballad om en gammal knarkare är en ballad av Cornelis Vreeswijk och Red Mitchell, först utgiven 1978 på albumet Narrgnistor 2, En halv böj blues och andra ballader. Den har också getts ut på Vildhallon under titeln "Assistenten samtalar med Fredrik Åkare".

## Handling

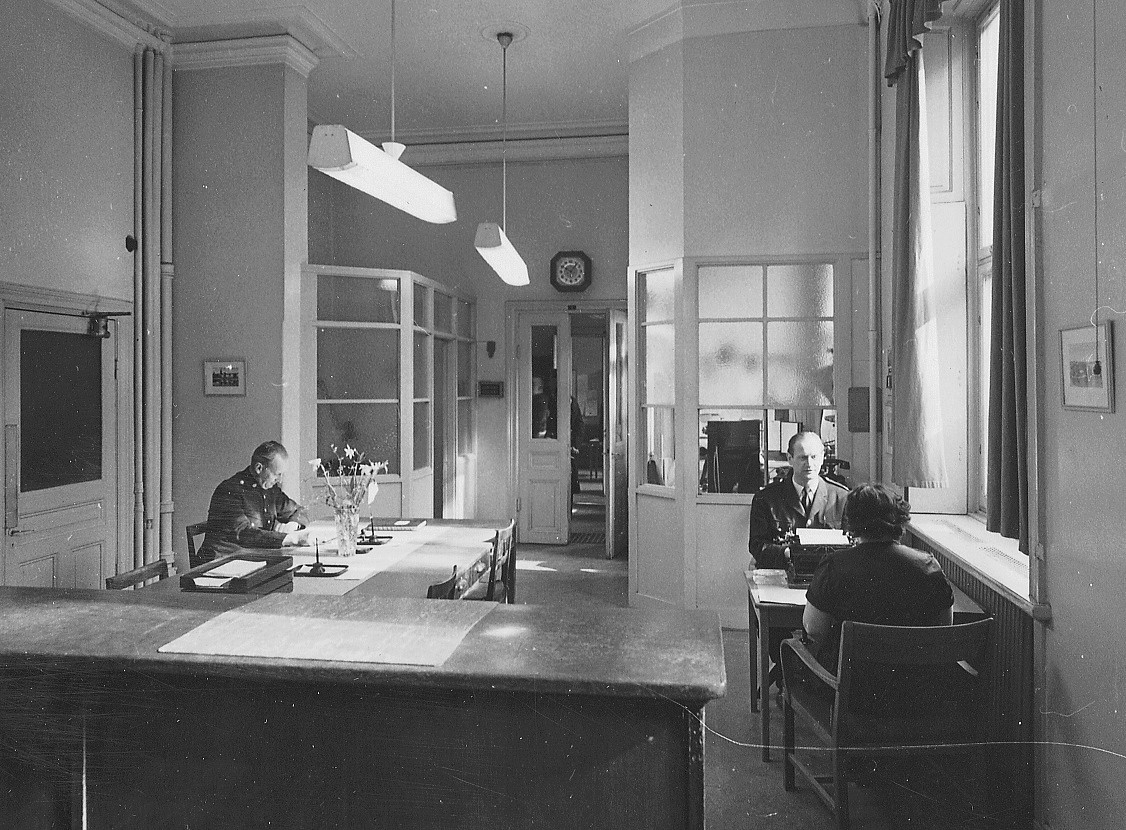
Interiör av Klara polisstation där det mesta av sångens handling utspelar sig.

I Ballad om en gammal knarkare får vi följa den sista tiden i livet av en gammal narkoman i Stockholm. Mannen har tagit sig till polisstationen i Klarakvarteren, där han är en frekvent besökare, med ett brev över sin tragiska livshistoria. Knarkaren blir sedan utslängd på gatan där han dör av en överdos och förs upp mot himmelen av ”fyra ljuva änglar”.

## Tolkningar
Låten har bland annat tolkats av Jack Vreeswijk, Joakim Thåström, Brolle jr, Ulf Lundell och Hans-Erik Dyvik Husby.

## Recensioner
Kulturjournalisten Jenny Teleman har beskrivit Ballad om en gammal knarkare som att ha ”en av svensk viskonsts vackraste dödsscener”.